# José Manuel Ferreira Coelho
Coelho, właśc. José Manuel Ferreira Coelho (ur. 25 maja 1901 w Santo Ângelo) – piłkarz brazylijski grający na pozycji napastnika.

## Kariera klubowa
Coelho karierę piłkarską rozpoczął w klubie Pelotas w 1918 roku. W latach 1920–1926 grał w klubie Fluminense Rio de Janeiro. W latach 1928–1931 grał w Sport Club Brasil w którym skończył karierę.

## Kariera reprezentacyjna
Coelho wziął udział w turnieju Copa América 1923. Brazylia zajęła czwarte, ostatnie miejsce, a Coelho zagrał tylko w pierwszym meczu turnieju z Paragwajem, który był jego debiutem w reprezentacji. Ostatni raz w reprezentacji zagrał 9 grudnia 1923 w meczu z Argentyną w Buenos Aires. Łącznie w barwach Canarinhos zagrał trzy razy. Jedyne dwie bramki w reprezentacji zdobył w nieoficjalnym meczu z Durazno 28 listopada 1923.